# کبک جنگلی اودزونگوا
کبک جنگلی اودزونگوا (نام علمی: Xenoperdix udzungwensis) نام یک گونه از زیرخانواده کبکیان کاکلی است.